# Valle de Elorz
Valle de Elorz (cooficialmente en euskera: Elortzibar) es un municipio y valle español de la Comunidad Foral de Navarra, situado en la merindad de Sangüesa, en la cuenca de Pamplona y a 5,9 kilómetros al sur de la capital de la comunidad Pamplona, de cuya área metropolitana forma parte. Cuenta con una población de 8469 habitantes (INE 2024).
El municipio está compuesto por 5 concejos: Elorz, Guerendiáin, Imárcoain, Torres de Elorz  y Zabalegui y por 6 lugares habitados: Ezperun, Noáin, Óriz, Otano y Yárnoz, Zulueta. Se corresponde con la sección inferior del valle geográfico del río Elorz, que nace en el vecino valle de Ibargoiti y se integra en el río Arga en territorio de Cizur.
El valle goza de una posición privilegiada en materia de comunicaciones. En su término municipal se encuentra el aeropuerto de Pamplona-Noáin, además de discurrir por el municipio la autovía del Pirineo (A-21), la autopista de Navarra (AP-15), La carretera nacional N-121 y la vía férrea Pamplona-Castejón. También entre las localidades de Óriz, Torres de Elorz e Imárcoain se encuentra la Ciudad del Transporte.

## Toponimia
Durante el Antiguo Régimen fue conocido como Valle de Elorz, siendo el concejo de Elorz su capital. Con la creación de los municipios en el siglo XIX, el valle se constituyó en municipio, llamado Elorz, aunque perdió al concejo de Tiebas, que formó un municipio independiente al que posteriormente se le añadió Muruarte de Reta por continuidad geográfica. Al igual que otros valles de Navarra como Egüés o Erro, el nombre oficial omitió "valle de", confundiéndose con la que fuera su capital, el concejo de Elorz. Extraoficialmente, sin embargo, se conservó la distinción entre Elorz y el valle de Elorz, que en euskera se corresponde con Elortz y Elortzibar.
En 1995, atendiendo a la extinción del concejo de Noáin y la asunción por el ayuntamiento de las competencias del desaparecido concejo, Noáin pidió incluir su nombre en el nombre oficial del municipio, al ser el lugar más poblado. De esta forma, pasó a ser Noáin (Valle de Elorz) en castellano y Noain (Elortzibar) en euskera, ambos nombres cooficiales. Sorprendió entonces el uso de paréntesis, algo hasta entonces inaudito en toponimia vasconavarra.
En septiembre de 2024, ante la sobrerrepresentación de Noáin entre los diferentes pueblos del valle, el ayuntamiento decidió revertir el cambio de nombre, pasando así a conocerse el municipio como Valle de Elorz en castellano y Elortzibar en euskera. Este fue aprobado por el Gobierno de Navarra el 11 de diciembre de 2024, entrando en vigor oficialmente el 5 de marzo de 2025, tras su publicación en el Boletín Oficial de Navarra.
El gentilicio de sus habitantes es elortzibartarra, procedente del euskera. En ocasiones se utiliza noainés o noainesa, por influencia del nombre oficial entre 1995 y 2025, pero técnicamente su uso debe restringirse al lugar de Noáin.

### Etimología
El topónimo Elortz es originario del euskera, y su significado es "lugar de abundancia de espinas". Está formado por el sustantivo elor (variante de elorri, "espino") y el sufijo abundancial -tze. En el pasado, fue retranscrito como Ual de Elorçe (1067), Elorçeibar, Val d'Elorz (1366), Elorz (1591)... Elortz era originalmente el nombre del concejo, que pasó después a nombrar al valle entero, por ser su capital. El río Elorz toma su nombre del valle, aunque solo desde el siglo XIX.
El nombre de Noain según Mikel Belasko significa lugar propiedad de una persona llamada No. De No + ain, siendo el primer elemento un nombre de persona no identificado y el segundo un sufijo vasco que indica propiedad. Julio Caro Baroja llamó la atención sobre la relación de este nombre y el de la localidad de Juslapeña llamada hoy Nuin. Noáin aparece en diferentes documentos como Noain, Noayn (1080, 1141, 1274, 1278, 1342, NEN); Noainn, M. L. de (1246, NEN).

## Geografía
El valle de Elorz se encuentra situado en la parte central de la Comunidad Foral de Navarra, dentro de la Cuenca de Pamplona. Su término municipal tiene una extensión de 48,24 km² y limita al norte con el Valle de Aranguren, al este con Unciti y Monreal, al sur con Tiebas-Muruarte de Reta y Unzué y al oeste con Galar y Beriáin.
| Noroeste: Galar                   | Norte: Aranguren | Nordeste: Aranguren |
| Oeste: Galar y Beriáin            |                  | Este: Unciti        |
| Suroeste: Tiebas-Muruarte de Reta | Sur: Unzué       | Sureste: Monreal    |

### Hidrografía y relieve
El territorio está bordeado por el norte por la sierra de Tajonar, que hace de límite natural con Aranguren, que supera los 750 metros de altitud, y por el sur por la sierra de Alaiz, que supera los 1100 metros de altitud y hace de límite con Tiebas-Muruarte de Reta, Unzué y Monreal. Por el fondo del valle discurre el río Elorz, que da nombre al mismo. La altitud oscila entre los 1132 metros al sur (pico Txanburu), en la sierra de Alaiz, y los 450 metros a orillas del río Elorz. El pueblo se alza a 480 metros sobre el nivel del mar. 

### Clima

Climograma de la Cuenca de Pamplona (Aeropuerto)

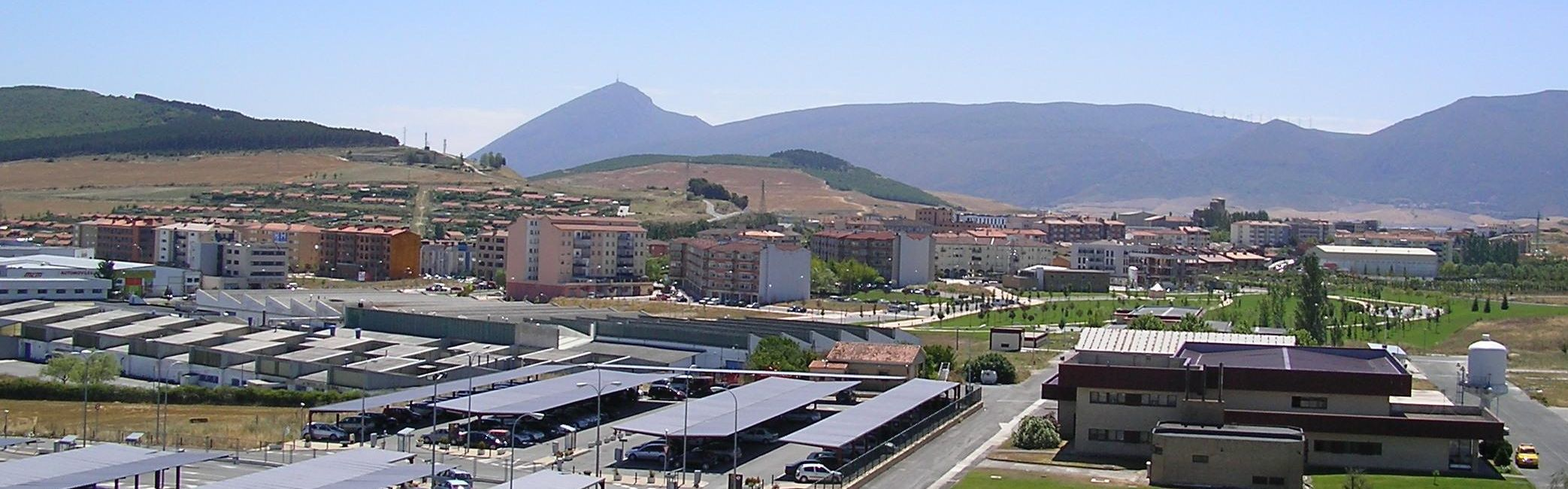
Noáin visto desde la torre de control del aeropuerto

El valle tiene un clima de transición entre el mediterráneo y el oceánico, por lo que coexisten especies de ambos hábitats, como es el caso de olivos y hayas. Al año caen 780 L por metro cuadrado, siendo enero y febrero los meses más lluviosos, mientras que agosto y septiembre son los más secos. Las temperaturas más bajas se dan en enero, con una media de 5 °C, mientras que en julio se da la media más alta: 20 °C.
Durante el periodo 1975-2000, la estación de referencia de Pamplona-Aeropuerto de la Agencia Estatal de Meteorología (AEMET) registró unos valores medios anuales de temperatura de 12,5 °C y una precipitación media de 721 mm.. En ese mismo periodo, el número medio anual de días despejados fue 58, el número de días medios anuales de helada fue 42, mientras que el número de horas de sol fueron 2201.
| Registros históricos del observatorio del Aeropuerto de Pamplona (1971-2000) | Registros históricos del observatorio del Aeropuerto de Pamplona (1971-2000) | Registros históricos del observatorio del Aeropuerto de Pamplona (1971-2000) | Registros históricos del observatorio del Aeropuerto de Pamplona (1971-2000) | Registros históricos del observatorio del Aeropuerto de Pamplona (1971-2000) | Registros históricos del observatorio del Aeropuerto de Pamplona (1971-2000) | Registros históricos del observatorio del Aeropuerto de Pamplona (1971-2000) | Registros históricos del observatorio del Aeropuerto de Pamplona (1971-2000) | Registros históricos del observatorio del Aeropuerto de Pamplona (1971-2000) | Registros históricos del observatorio del Aeropuerto de Pamplona (1971-2000) | Registros históricos del observatorio del Aeropuerto de Pamplona (1971-2000) | Registros históricos del observatorio del Aeropuerto de Pamplona (1971-2000) | Registros históricos del observatorio del Aeropuerto de Pamplona (1971-2000) | Registros históricos del observatorio del Aeropuerto de Pamplona (1971-2000) |
| 1975-2000                                                                    | Ene                                                                          | Feb                                                                          | Mar                                                                          | Abr                                                                          | May                                                                          | Jun                                                                          | Jul                                                                          | Ago                                                                          | Sep                                                                          | Oct                                                                          | Nov                                                                          | Dic                                                                          | Año                                                                          |
| ---------------------------------------------------------------------------- | ---------------------------------------------------------------------------- | ---------------------------------------------------------------------------- | ---------------------------------------------------------------------------- | ---------------------------------------------------------------------------- | ---------------------------------------------------------------------------- | ---------------------------------------------------------------------------- | ---------------------------------------------------------------------------- | ---------------------------------------------------------------------------- | ---------------------------------------------------------------------------- | ---------------------------------------------------------------------------- | ---------------------------------------------------------------------------- | ---------------------------------------------------------------------------- | ---------------------------------------------------------------------------- |
| Temperatura media (°C)                                                       | 5,0                                                                          | 6,5                                                                          | 8,6                                                                          | 10,2                                                                         | 14,0                                                                         | 17,5                                                                         | 20,7                                                                         | 20,9                                                                         | 18,0                                                                         | 13,6                                                                         | 8,6                                                                          | 6,0                                                                          | 12,5                                                                         |
| Temperatura máxima media (°C)                                                | 8,9                                                                          | 11,1                                                                         | 14,0                                                                         | 15,5                                                                         | 19,8                                                                         | 23,9                                                                         | 27,6                                                                         | 27,8                                                                         | 24,4                                                                         | 18,7                                                                         | 12,8                                                                         | 9,7                                                                          | 17,8                                                                         |
| Temperatura mínima media (°C)                                                | 1,2                                                                          | 1,9                                                                          | 3,3                                                                          | 4,9                                                                          | 8,2                                                                          | 11,2                                                                         | 13,7                                                                         | 14,0                                                                         | 11,7                                                                         | 8,4                                                                          | 4,3                                                                          | 2,4                                                                          | 7,1                                                                          |
| Precipitación (mm)                                                           | 63                                                                           | 52                                                                           | 52                                                                           | 77                                                                           | 74                                                                           | 47                                                                           | 40                                                                           | 43                                                                           | 43                                                                           | 74                                                                           | 80                                                                           | 75                                                                           | 721                                                                          |

En el observatorio de Pamplona, los valores de temperatura y precipitación extremos fueron registrados entre 1885 y 1931:
| Concepto                              | Valor numérico | Fecha                   |
| ------------------------------------- | -------------- | ----------------------- |
| Precipitación máxima en un día (l/m²) | 180 l/m²       | 8 de septiembre de 1928 |
| Temperatura máxima absoluta (°C)      | 39,0 °C        | 12 de julio de 1931     |
| Temperatura mínima absoluta (°C)      | -18,0 °C       | 20 de enero de 1885     |

En el observatorio de Pamplona-Aeropuerto, situado dentro del municipio, los valores extremos de temperatura fueron registrados el 8 de julio de 1982 (+41,2 °C) y el 12 de enero de 1985 (-16,2 °C). La máxima precipitación en un día registrada alcanzó los 107,4 l/m² el 9 de octubre de 1979.

## Historia

### Edad Antigua
El Valle de Elorz fue una zona estratégica para los romanos, pues servía de enlace entre los Pirineos y el Ebro. Según algunos autores, los nombres de las localidades de la zona tendrían origen romano. Dado que el sufijo "ain" significa carácter de propiedad, faltaría por saber de dónde viene "No". Se ha especulado con el nombre romano de "Nunius" como posible respuesta. Se han encontrado restos de cerámica y monedas romanas, sobre todo en Imárcoain.

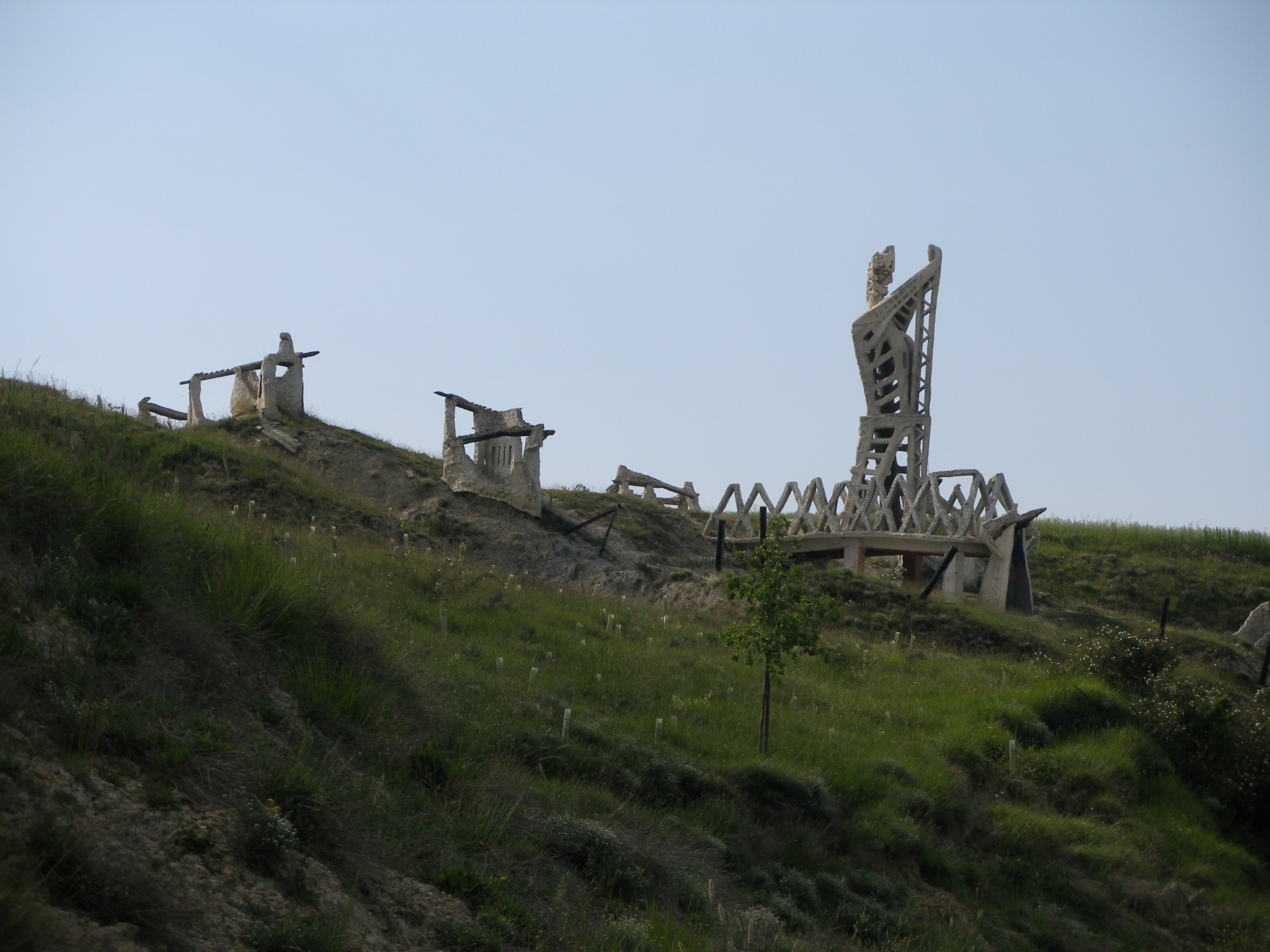
Monumento conmemorativo de la batalla de Noáin

### Edad Media
A mediados del siglo XI aparecen varios documentos mencionando el "Valle del Elorcibar". Uno de los ramales del Camino de Santiago pasa por el Valle, lo que contribuyó al comercio.

### Edad Moderna
Tras la Conquista de Navarra de 1512 y posterior anexión de Navarra a Castilla en 1515, en 1521 Enrique II de Navarra logró reconquistar el reino con un ejército franconavarro que llevó al emperador Carlos a enviar un ejército de 30 000 hombres para contrarrestarlo. Ambos ejércitos se enfrentaron en las proximidades de la localidad en la llamada batalla de Noáin, en la que el ejército franconavarro de Enrique II fue derrotado.

### Edad Contemporánea
Guerra de la Independencia
Durante la Guerra de la Independencia, los franceses instalaron una guarnición en Noáin, y hay constancia de que cometieron muchas atrocidades contra su población y su bienes entre las que destaca la quema de la iglesia vieja con sus cuadros y retablos, de la cual solo se salvaron las paredes.
De las guerrillas que se formaron para luchar contra los invasores franceses en Navarra, el cabecilla de estos guerrilleros, Javier Mina según parece nació en Otano.
Durante la guerra contra los franceses fueron saqueadas por éstos las localidades de Guerendiáin y Noáin. Finalmente, en 1813 fueron vencidos y expulsados y el rey Fernando VII volvió de su exilio.
Siglo XX
Hasta mediados del siglo XX Noáin era un concejo más del Valle de Elorz. Sin embargo, la instalación de diversas fábricas en Noáin y su proximidad a la capital, hicieron crecer este pueblo hasta convertirlo en el más importante del valle y desplazó a Zabalegui como sede del ayuntamiento del mismo. En 1995 se cambió el nombre del municipio, pasando de Valle de Elorz a Noáin (Valle de Elorz) y se disolvió el concejo de Noáin, que quedó fusionado con el Ayuntamiento. Desde comienzos del siglo XXI el pueblo cuenta con nuevas zonas residenciales que han provocado un aumento significativo de la población.

## Demografía
El municipio cuenta con una población de 8469 habitantes (INE 2024).
| Gráfica de evolución demográfica de Noáin (Valle de Elorz) / Noain (Elortzibar) entre 1842 y 2021 |
| |
| Población de derecho según los censos de población del INE Población de hecho según los censos de población del INEEn estos censos se denominaba Elorz: 1842, 1857, 1860, 1877, 1887, 1897, 1900, 1910, 1920, 1930, 1940, 1950, 1960, 1970, 1981 y 1991 |

#### Pirámide de población
Los datos de la pirámide de población de 2009 se pueden resumir así:
- La población menor de 20 años es el 22,22 % del total.
- La comprendida entre 20-40 años es el 40,92 %.
- La comprendida entre 40-60 años es el 24,42 %.
- La mayor de 60 años es el 12,44 %.

Esta estructura de la población es típica del régimen demográfico moderno, con una evolución hacia el envejecimiento de la población y la disminución de la natalidad anual.

### Núcleos de población
El municipio se divide en las siguientes entidades de población, según el nomenclátor de población publicado por el INE (Instituto Nacional de Estadística). Los datos de población se refieren a 2014
| Entidad de población | Población (2014) |
| -------------------- | ---------------- |
| Elorz                | 273              |
| Ezperun              | 0                |
| Guerendiáin          | 26               |
| Imárcoain            | 361              |
| Noáin                | 6621             |
| Óriz                 | 8                |
| Otano                | 16               |
| Torres de Elorz      | 254              |
| Yárnoz               | 17               |
| Zabalegui            | 34               |
| Zulueta              | 227              |

### Transportes y comunicaciones

#### Parque de vehículos de motor
El municipio tenía un parque automovilístico en 2009 razón de automóviles por cada 1000 habitantes, que es inferior a la ratio de la Comunidad Foral que es de 694 automóviles por cada 1000 habitantes, de acuerdo con los datos existentes en la base de datos del Anuario Económico de España 2009, publicado por La Caixa. En estos mismos datos señalan un parque de 1.524 vehículos entre camiones y furgonetas, con probabilidad, de que exista un importante número de personas dedicadas profesionalmente al transporte de mercancías, debido al importante papel que juega el conjunto de la Cuenca de Pamplona como centro distribuidor regional (dado su peso en la creación de productos manufacturados), y debido igualmente a la ubicación en el polígono industrial de Landaben de la planta de montaje de automóviles Volkswagen, que originan un flujo importante de mercancías.
| Tipo de vehículo       | Cantidad |
| Turismos               | 3507     |
| Camiones y furgonetas  | 1524     |
| Motocicletas           | 269      |
| Autobuses              | 93       |
| Tractores industriales | 300      |
| Otros vehículos        | 261      |
| Total                  | 5954     |

#### Red viaria
| Identificador | Denominación         | Tipo de vía          | Itinerario                                                                                                   |
| ------------- | -------------------- | -------------------- | --- |
| AP-15         | Autopista de Navarra | Autopista de peaje   | Tudela PK 208,53 DE AP-68-´Pamplona (Ronda de Pamplona Oeste)-Irurzun PK 83,13 de Autovía de Leizarán (A-15) |
| A-21          | Autovía del Pirineo  | Autovía              | Pamplona-Jaca-Huesca                                                                                         |
| N-121         | Pamplona-Tudela      | Carretera nacional   | Pamplona-Valtierra (Hostal Los Abetos)                                                                       |
| NA-234        | Tiebas-Urroz-Villa   | Carretera autonómica | Tiebas- Ezperun-Unciti                                                                                       |

#### Transporte urbano
La localidad de Noáin está comunicada con Pamplona y el resto de su área metropolitana mediante el Transporte Urbano comarcal de Pamplona (TUC) (llamado popularmente "villavesa") con las líneas 16 y, durante la noche, con la N3. Además, el valle de Elorz cuenta con un servicio de autobús gratuito gestionado por EDSA que conecta al resto de pueblos del valle con Noáin. También existe una línea que conecta Tafalla y Pamplona con paradas en Nóain conocido como NBUS del Gobierno de Navarra.
| Transporte Urbano Comarcal      |                                    |                                    |
| Inicio                          | Línea                              | Fin                                |
| Berriosuso - Berriozar          | 16                                 | Noáin - Beriáin                    |
| Bajada de Labrit                | N3                                 | Noáin - Beriáin                    |
| Taxis de la comarca de Pamplona |                                    |                                    |
| Zona\|                          | A (Noáin) / B (resto de la cendea) | A (Noáin) / B (resto de la cendea) |
| Estaciones                      | Calle real Aeropuerto              | Calle real Aeropuerto              |

#### Ferrocarril
Por el municipio discurre la vía férrea Pamplona-Castejón y la estación de ferrocarril de la Adif más cercana a la localidad está situada en el barrio de San Jorge de Pamplona a unos km. De ella parten conexiones diarias con Alicante, Alsasua, Barcelona, Burgos, Irún, Hendaya, León, Madrid, Oviedo, Palencia, San Sebastián, Valencia, Vitoria y Zaragoza. Varios días a la semana, con Vigo, Orense, Lugo y La Coruña.
El mejor servicio actual de transporte de viajeros es el Alvia, que sustituyó en 2008 al Talgo, con denominación comercial de Altaria. Este tren une la ciudad con Madrid-Puerta de Atocha varias veces al día. Dos trayectos terminan en la capital navarra, mientras que un tercero prosigue hasta Irún y el cuarto hasta Vitoria. El Alvia también cubre el trayecto Pamplona-Barcelona.
Esta estación será desmantelada en un futuro cuando se elimine el bucle ferroviario que atraviesa la ciudad y se construya una nueva estación de ADIF para el tren de alta velocidad que se ubicará en el barrio de Echavacóiz. El 16 de mayo de 2009, se firmó el convenio del tren de alta velocidad para que las obras de la línea de alta velocidad entre Pamplona y Zaragoza arranquen en 2011.

#### Aeropuerto

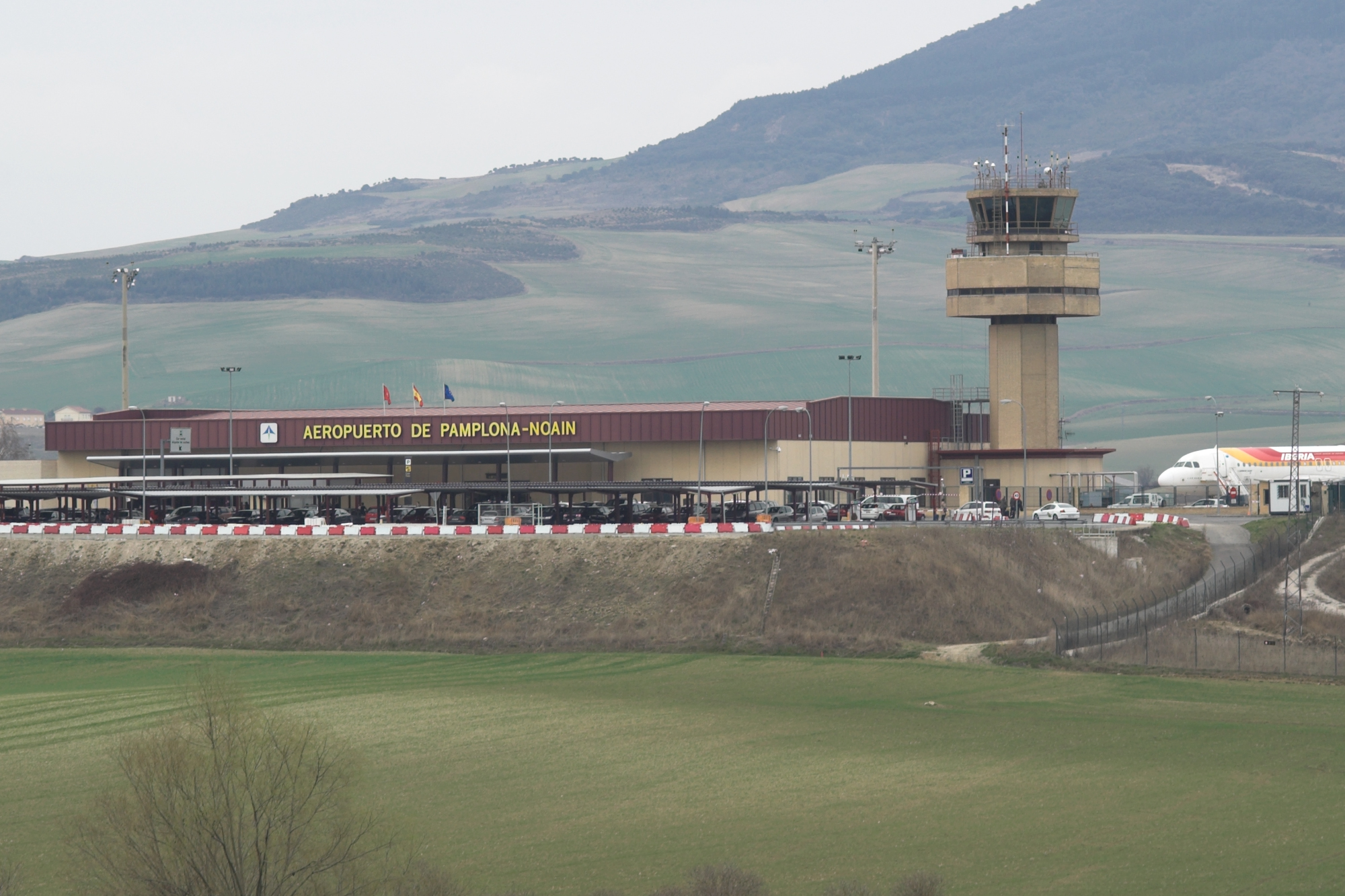
Aeropuerto de Pamplona

Dentro del municipio se encuentra el aeropuerto de Pamplona, encontrándose parte del mismo en Esquíroz (Galar). El aeropuerto ofrece actualmente (2011), de forma regular vuelos a Madrid y Barcelona. Se han finalizado las nuevas instalaciones que mejorarán los servicios, cantidad de pasajeros y la operatividad, ya que con la ampliación de 200 metros de pista pueden operar en el aeropuerto aviones tipo Boeing 737 a plena carga y en situaciones meteorológicas adversas.

### Economía
En esta localidad se encuentra el principal vivero de innovación de navarra: El Centro Europeo de Empresas e Innovación de Navarra, entidad pública perteneciente al Gobierno de Navarra.

## Símbolos

### Bandera
La bandera del municipio está formada por un paño rectangular de proporciones 2/3 de color blanco con el escudo del municipio en el centro.

### Escudo
El escudo del municipio tiene el siguiente blasón:

En campo de plata una representación del acueducto de Noáin en su color natural y debajo la torre del municipio de Elorz también en su color natural, Por timbre un yelmo empenachado.

## Administración y política

### Gobierno municipal
La administración política se realiza a través de un ayuntamiento de gestión democrática cuyos componentes se eligen cada cuatro años por sufragio universal desde las primeras elecciones municipales tras la reinstauración de la democracia en España, en 1979. El censo electoral está compuesto por los residentes mayores de 18 años empadronados en el municipio, ya sean de nacionalidad española o de cualquier país miembro de la Unión Europea. Según lo dispuesto en la Ley Orgánica del Régimen Electoral General, que establece el número de concejales elegibles en función de la población del municipio, la corporación municipal está formada por 11 concejales. La sede del Ayuntamiento de Valle de Elorz está situada en la plaza de los Fueros 3 de la localidad de Noáin.
Elecciones municipales de 2011
En las elecciones municipales de 2011, Unión del Pueblo Navarro (UPN) fue la lista más votada y obtuvo 7 de los 11 concejales con que cuenta el ayuntamiento y el 44,78 % de los votos. De las otras formaciones que obtuvieron representación: Bildu obtuvo el 14,95 % y 2 concejales, el Partido Socialista de Navarra (PSN-PSOE) el 10,92 % y un concejal, Nafarroa Bai (NaBai) el 9,99 % y un concejal, el Partido Popular (PP) el 7,29 % y un concejal y Izquierda-Ezkerra (I-E) el 6,93 % y un concejal.
Elecciones municipales de 2015
En las elecciones municipales de 2015, Unión del Pueblo Navarro (UPN) fue la lista más votada y obtuvo 5 de los 11 concejales con que cuenta el ayuntamiento y el 36,34 % de los votos. No obstante, la alcaldía recayó en el candidato de la segunda formación más votada, Queremos Noáin (Valle de Elorz), que obtuvo el 23,55 % de los votos y 3 concejales. El resto de formaciones que obtuvieron representación fueron Bildu que obtuvo el 18,42 % y 3 concejales, el Partido Socialista de Navarra (PSN-PSOE) el 8,14 % y un concejal, e Izquierda-Ezkerra (I-E) el 7,43 % y un concejal.
Elecciones municipales de 2019
En las elecciones municipales de 2019, la coalición Navarra Suma constituida por Unión del Pueblo Navarro (UPN) y Ciudadanos se alzó con la victoria electoral por mayoría absoluta. Bildu renunció a concurrir con sus siglas, presentándose en cambio la candidatura Aldatu que obtuvo el mismo número de 3 concejales que Bildu había obtenido en las elecciones de 2015. El Partido Socialista de Navarra (PSN-PSOE) alcanzó una representación de dos ediles. La candidatura de Queremos Noáin que ostentó la alcaldía en la legislatura anterior quedó reducida a un único concejal en tant que Izquierda-Ezkerra (I-E) desapareció del consistorio noainés.
| Periodo   | Nombre                      | Partido | Partido                         |
| --------- | --------------------------- | ------- | ------------------------------- |
| 1991-1995 | Julián Arranz Mariño        |         | Unión del Pueblo Navarro (UPN)  |
| 1995-1999 | B. Juan Oyarzun Biurrun     |         | Loitegi Herri Taldea (LHT)      |
| 1999-2011 | Miguel Elizari Reta         |         | Unión del Pueblo Navarro (UPN)  |
| 2011-2015 | Óscar Arizcuren Pola        |         | Unión del Pueblo Navarro (UPN)  |
| 2015-2019 | Alberto Ilundáin Avellaneda |         | Queremos Noáin (Valle de Elorz) |
| 2019-2023 | Sebastián Marco Zaratiegui  |         | Navarra Suma (NA+)              |

| Partido político | Partido político                         | 2019               | 2019               | 2015  | 2015       | 2011  | 2011       | 2007  | 2007       |
| Partido político | Partido político                         | %                  | Concejales         | %     | Concejales | %     | Concejales | %     | Concejales |
|                  | Navarra Suma (NA+)                       | 46,39              | 7                  | —     | —          | —     | —          | —     | —          |
|                  | Aldatu                                   | 22,29              | 3                  | —     | —          | —     | —          | —     | —          |
|                  | Partido Socialista de Navarra (PSN-PSOE) | 13,37              | 2                  | 8,14  | 1          | 10,92 | 1          | 11,59 | 1          |
|                  | Queremos Noáin (Valle de Elorz)          | 12,87              | 1                  | 23,55 | 3          | —     | —          | —     | —          |
|                  | Izquierda-Ezkerra (I-E)                  | 4,11               | 0                  | 7,43  | 1          | 6,93  | 1          | —     | —          |
|                  | Unión del Pueblo Navarro (UPN)           | Navarra Suma (NA+) | Navarra Suma (NA+) | 36,34 | 5          | 44,78 | 7          | 48,77 | 7          |
|                  | Partido Popular (PP)                     | Navarra Suma (NA+) | Navarra Suma (NA+) | 3,49  | 0          | 7,29  | 1          | —     | —          |
|                  | Euskal Herria Bildu (EH Bildu)           | —                  | —                  | 18,42 | 3          | 14,95 | 2          | —     | —          |
|                  | Nafarroa Bai (NaBai)                     | —                  | —                  | —     | —          | 9,99  | 1          | 11,56 | 1          |
|                  | Elortzibar Ezker Taldea (EET)            | —                  | —                  | —     | —          | —     | —          | 13,45 | 1          |
|                  | Amigos del Valle de Elorz (AVE)          | —                  | —                  | —     | —          | —     | —          | 7,92  | 1          |

#### Evolución de la deuda viva municipal
El concepto de deuda viva contempla solo las deudas con cajas y bancos relativas a créditos financieros, valores de renta fija y préstamos o créditos transferidos a terceros, excluyéndose, por tanto, la deuda comercial. La deuda viva municipal por habitante en 2014 ascendía a 98,35 €.
| Gráfica de evolución de la deuda viva del Ayuntamiento entre 2008 y 2023                                  |
| |
| Deuda viva del Ayuntamiento del Valle de Elorz, en miles de euros, según datos del Ministerio de Hacienda |

## Cultura

### Patrimonio

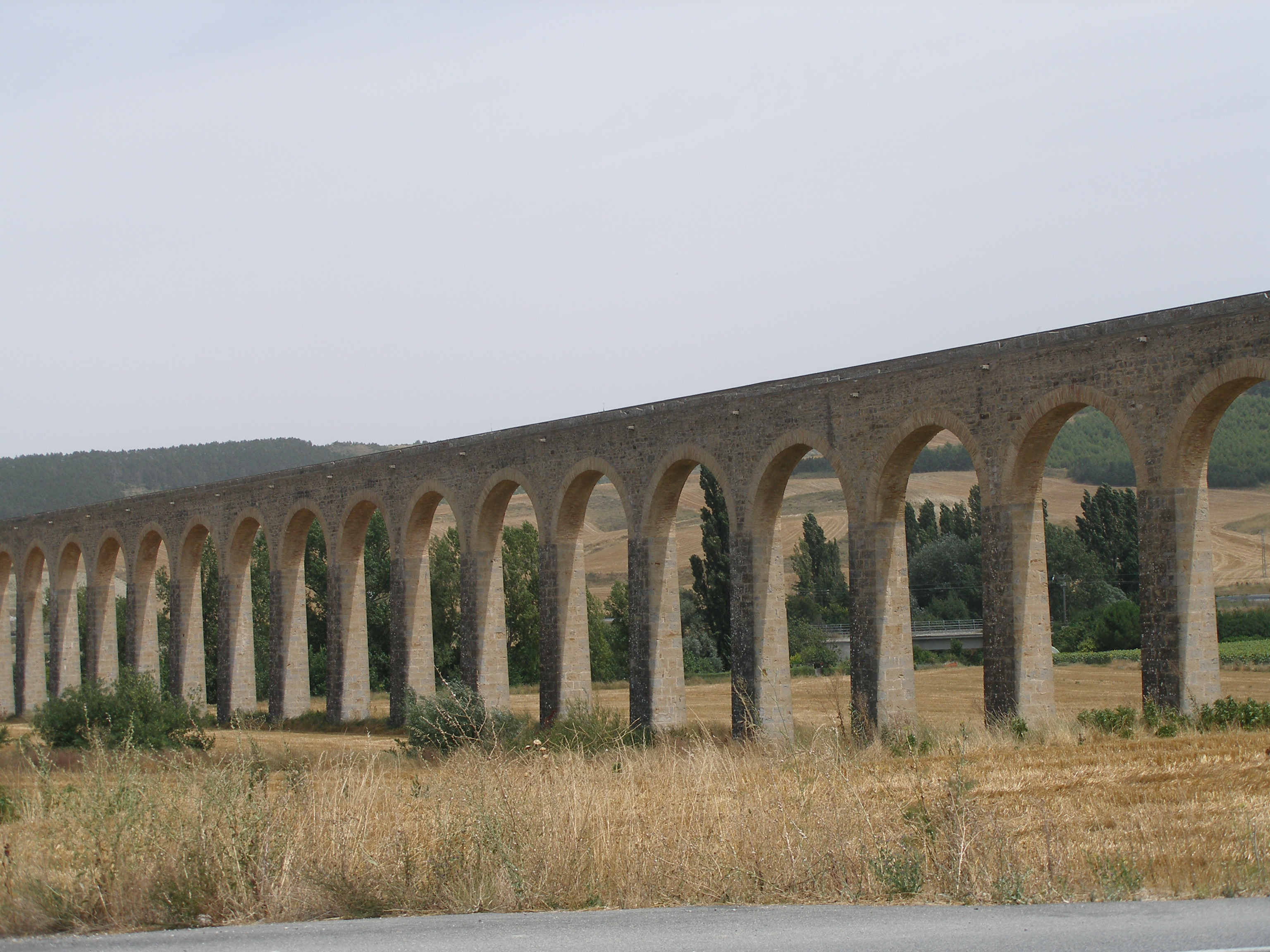
Acueducto de Noáin

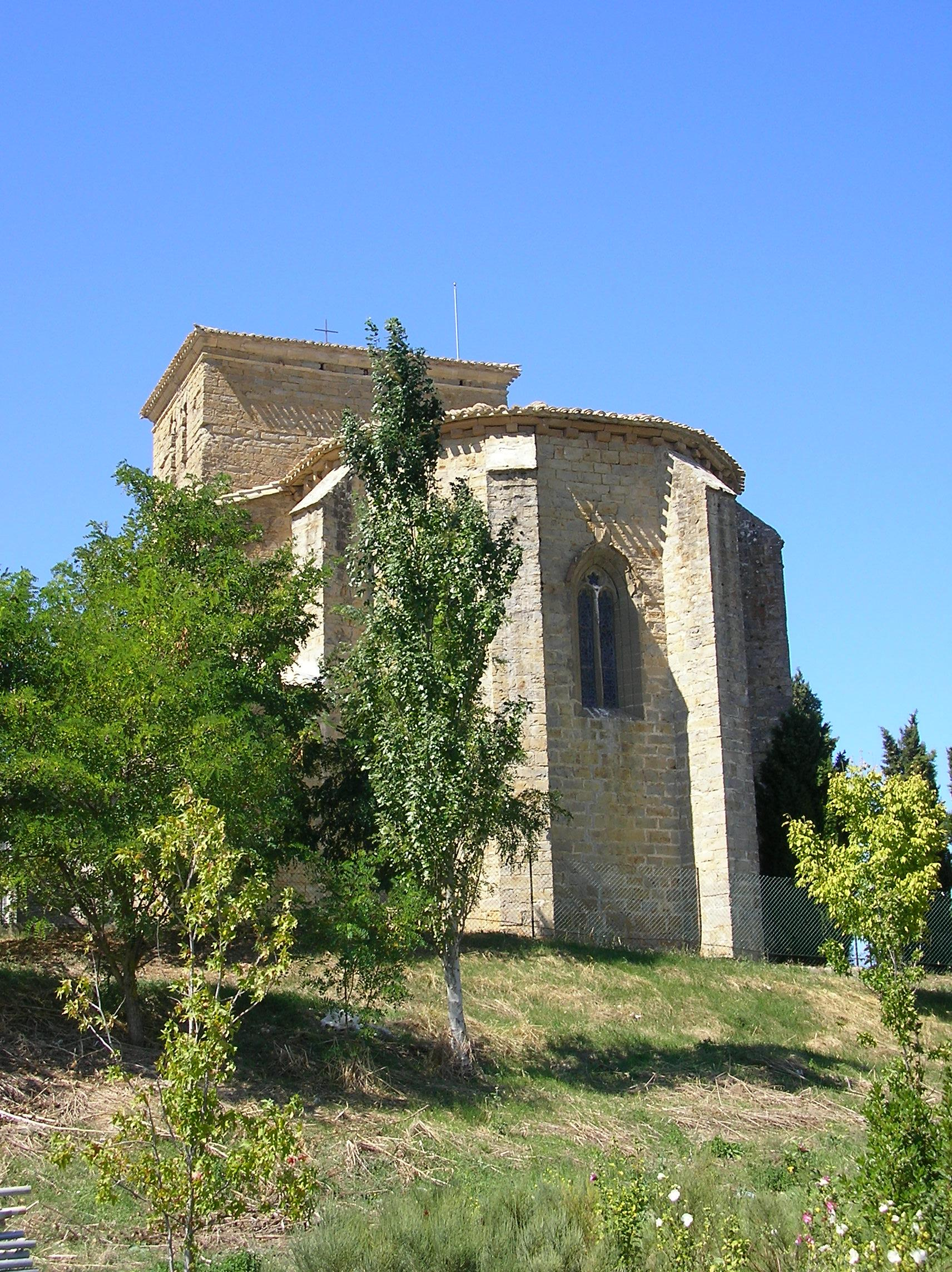
La iglesia de San Miguel

- El Acueducto de Noáin es el monumento más característico, diseñado por el arquitecto Ventura Rodríguez en 1782 y bajo la dirección técnica de Santos Ángel Ochandátegui, para abastecer a Pamplona con las aguas del manantial de Subiza, en la sierra de Erreniega (El Perdón). Cuando se realizó tenía 97 arcos y 1.245 metros de longitud, siendo una obra grandiosa de ingeniería de la época, impregnada de clasicismo. La obra se finalizó en junio de 1790 y cayó en desuso unos 100 años después, al aumentar la demanda de Pamplona y realizar una nueva traída de aguas desde el manantial de Arteta en 1895. Las únicas mutilaciones que ha sufrido el acueducto han sido para dejar paso al ferrocarril en 1858, con la unificación de dos de los arcos y más recientemente, en 1974, la desaparición de dos arcos por la autopista de Navarra.

- Cuenta con una iglesia de estilo gótico: San Miguel Arcángel, de servicio solamente durante el verano.
- Parque de los Sentidos.
- En las localidades del municipio podemos encontrar otros monumentos:
  - Iglesia de San Juan Bautista de Guerendiáin
  - Iglesia de La Ascensión de Otano
  - Puente medieval de Otano
  - Iglesia parroquial de La Natividad de Yárnoz
  - Torre almenada de Yárnoz

### Fiestas y eventos
Hay varias festiviades en el valle:
- Fiestas pequeñas o txikis: Se celebran el primer fin de semana de mayo. También son conocidas como "Fiestas de la Primavera".
- Fiestas grandes: Son las fiestas más importantes y se celebran entre el último martes y domingo de agosto. Empiezan el martes con el tradicional chupinazo con gigantes y cabezudos, gaiteros, danzas, charanga, etc. Por la tarde se celebra la "Bajadica del Ángel", donde la imagen de San Miguel baja en procesión desde la iglesia vieja a la nueva. Los demás días se celebran vaquillas, festival de danzas, pasacalles etc.
- Día de San Miguel: Se celebra la festividad del patrón el 29 de septiembre. Se realiza una procesión a la inversa de la de fiestas, esta vez de la iglesia nueva a la vieja. Acompañan gaiteros, gigantes y cabezudos, danzaris, fanfarres, etc.
- Otras fiestas: También se encuentran otro tipo de festividades como Navidad
- Carnavales: Desde el año 2018, se recrea la historia de Txantxagain, el Txantxo de Andricáin, festividad que concluye con el perdón al Txantxo y la posterior quema de trapos.
- Día del euskera: Festividad que impulsa el uso del euskera en el valle de Elorz y que cada año tiene como sede un pueblo del valle.
- Día del Mayordomo: Desde el año 2015 se nombra por votación entre una serie de candidatos a una persona u/o colectivo representativo de Noáin y en este día se celebra su elección con bailes organizados por el grupo de dantzas local Ardantzeta. Suele ser hacia mediados de mayo.